# Khen Shish
Khen Shish, in ebraico  חן שיש‎? (Safad, 1970), è un'artista israeliana.

## Biografia
Shish ha conseguito il master in Belle Arti presso Accademia di belle arti Bezalel, a Gerusalemme (1997–1999).
Le opere di Shish coprono una vasta gamma di tecniche: pittura, disegno, collage, affresco e installazioni. Le sue opere sono state esposte in musei e gallerie israeliane e internazionali di primo piano, nell'ambito di mostre personali e di gruppo. Fra queste:
Galleria Ticho House, Museo d'Israele, Gerusalemme (2019),  IK Projects, Lima, Peru (2018); Anna Mara Contemporanea, Roma, Italia (2017), NordArt, Kunstwerk, Büdelsdorf, Germania (2016); ZDSLU Gallery, Ljubljana, Slovenia (2016); Gordon Gallery, Tel Aviv, Israele (2015), Galerie Le Minotaure, Parigi, Francia (2014); C1 Gallery, Berlino, Germania (2014); Museo d'Israele, Gerusalemme (2011); Museo d'arte di Tel Aviv, Tel Aviv (2011); Ashdod Museum of Art, Ashdod, Israele (2010); Hagalleria, Parigi (2009); Naomi Arin Gallery, Las Vegas, Nevada (2009); Habers Gallery, Vienna, Austria (2008); Alon Segev Gallery, Tel Aviv (2008); Kodra Visual Art Festival, Thessaloniki, Grecia (2006); OK Center for Contemporary Art, Linz, Austria (2003); RAM Foundation Gallery, Rotterdam, Paesi Bassi (2002); Wigmore Fine Art Gallery, Londra, Regno Unito (2000).
Shish ha vinto il premio per la pittura della Landau Foundation (2013), il premio Legacy Heritage Fund, presso il Museo d'arte di Tel Aviv (2007) e il premio Eugen Kolb Foundation (2003). L'artista vive e lavora a Tel-Aviv.

## Opere

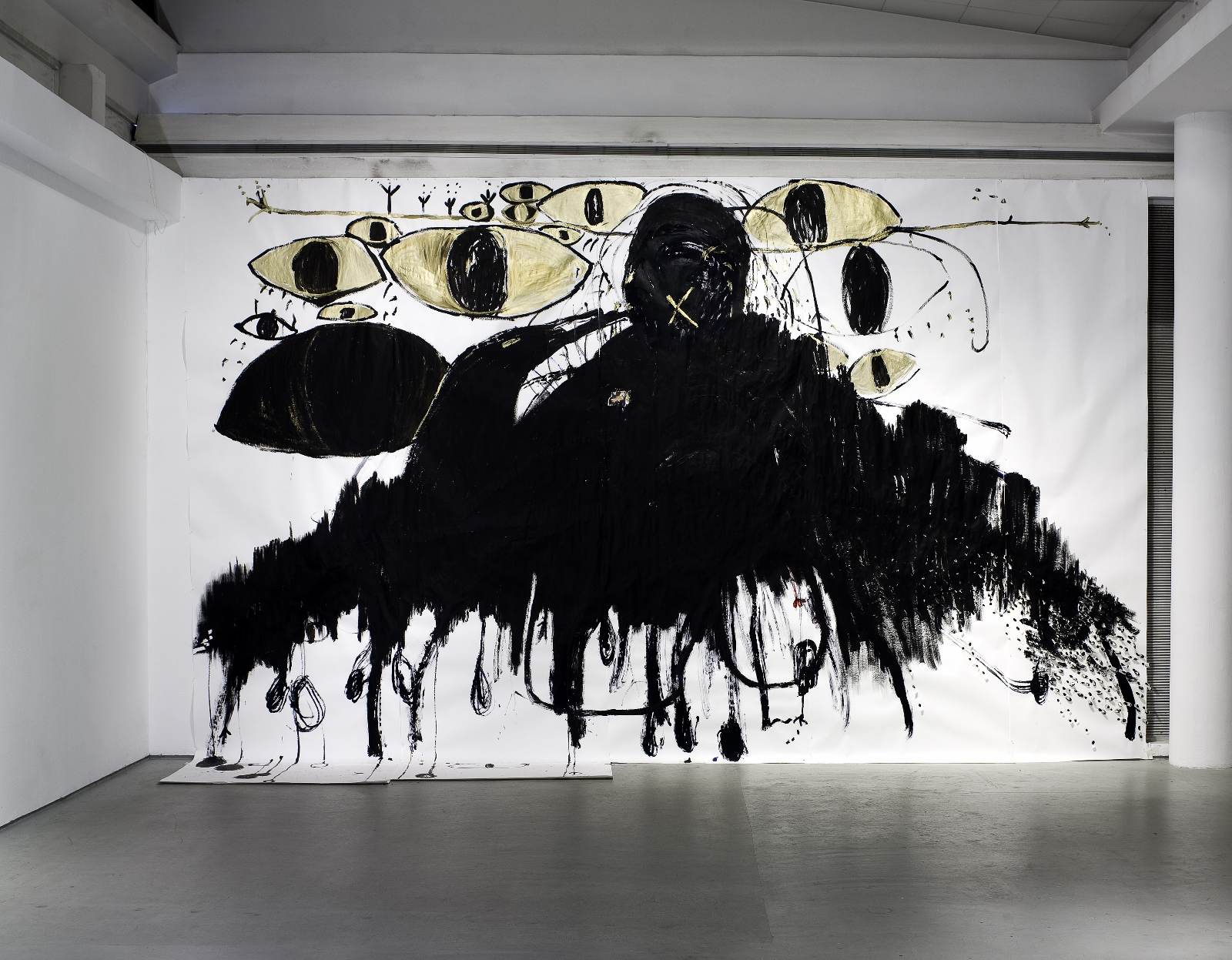
Il Corvo e La Signorina, 2007, acrilico su carta, cm 550x700
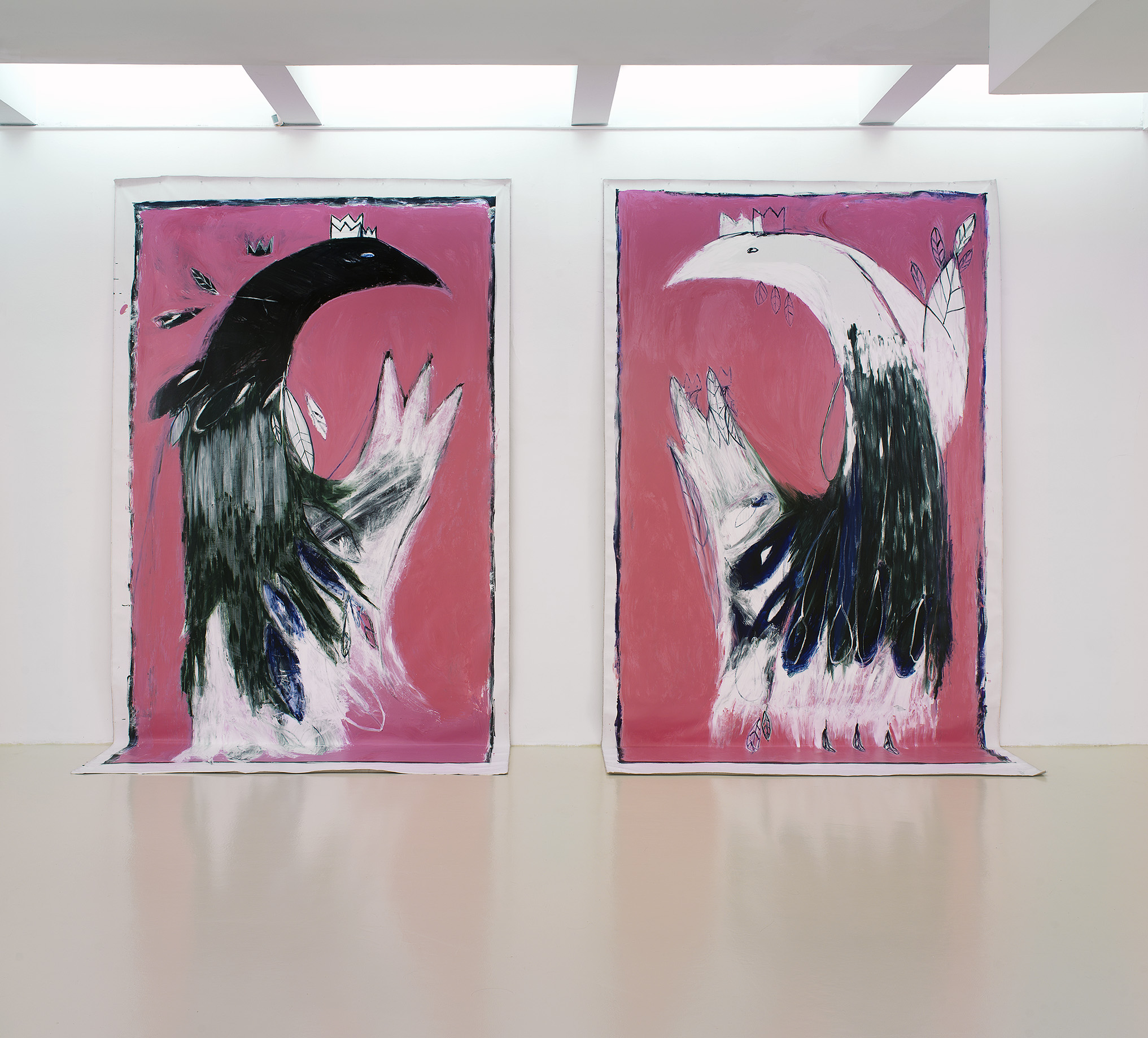
Le Aquile, 2010, acrylic on canvas, 370x210 cm, collezione Museo d'arte di Tel Aviv
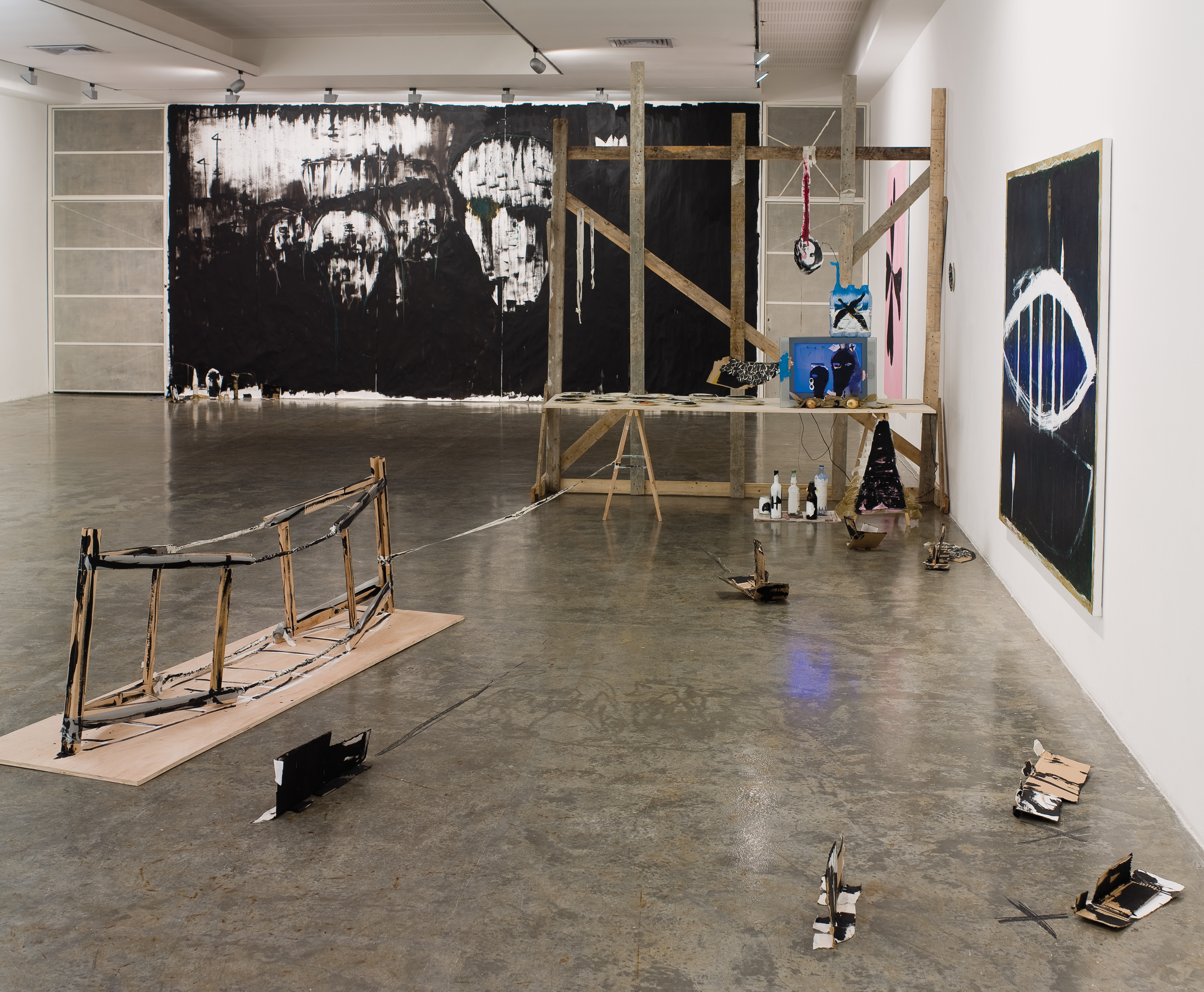
Nervi Cantano, 2008, installazione